# Saint-François-de-Sales
Saint-François-de-Sales település Franciaországban, Savoie megyében. Lakosainak száma 176 fő (2022. január 1.). Saint-François-de-Sales Arith, Les Déserts, Lescheraines és Le Noyer községekkel határos.

## Népesség
A település népessége az elmúlt években az alábbi módon változott:
| Lakosok száma | 156  | 155  | 158  | 150  | 149  | 149  | 148  | 162  | 176  |
|               | 2013 | 2015 | 2016 | 2017 | 2018 | 2019 | 2020 | 2021 | 2022 |